# Timothy Keller

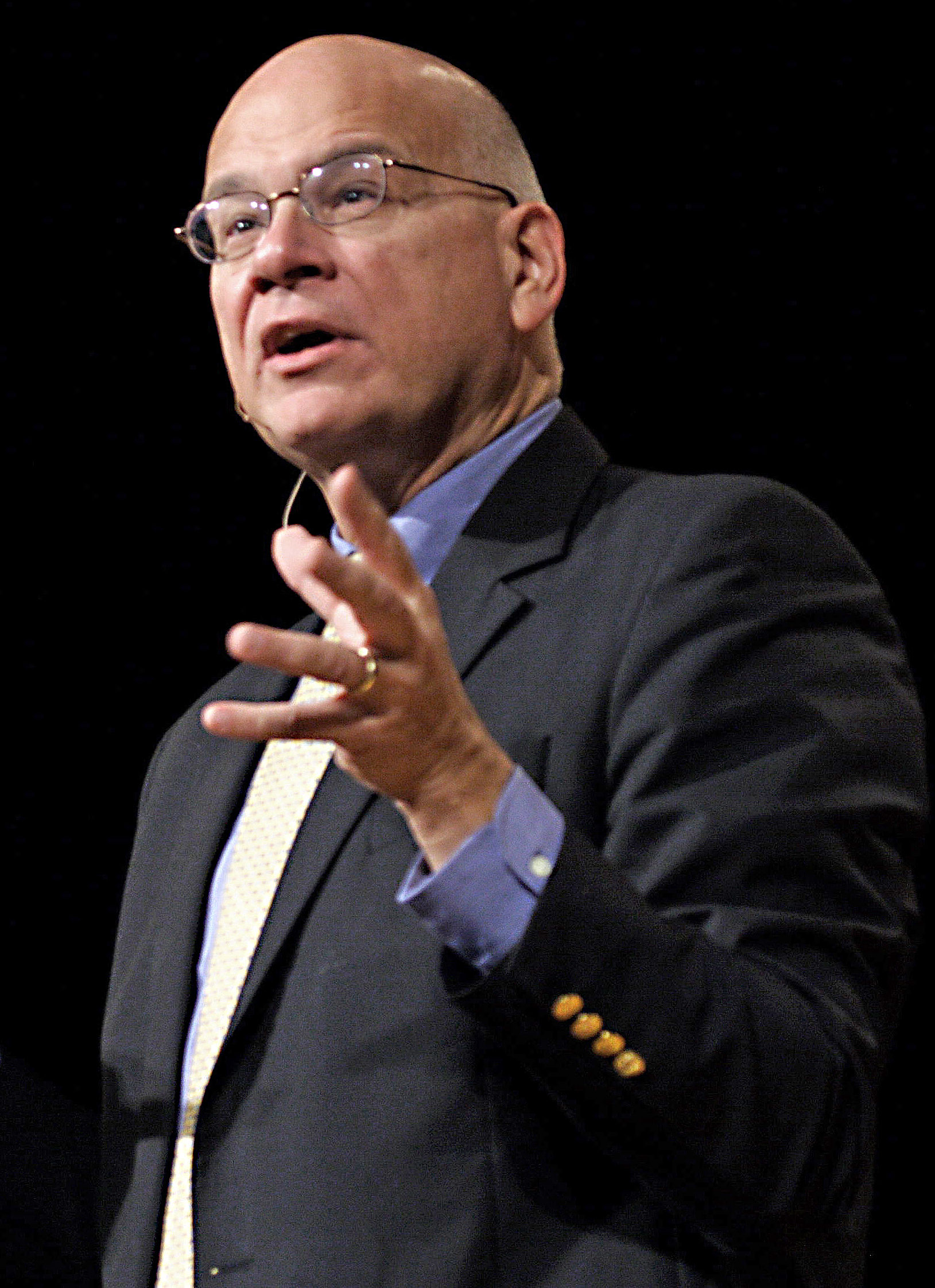
Timothy Keller (2006)

Timothy J. Keller (* 23. September 1950 in Lehigh Valley, Pennsylvania; † 19. Mai 2023 in New York City) war ein US-amerikanischer protestantischer Theologe und presbyterianischer Pastor. Mit seiner Frau hat er 1989 die Redeemer Presbyterian Church in Manhattan, New York, gegründet, die wiederum 250 Kirchengemeinden in 48 Städten aufgebaut hat. Er ist Autor des New York Times Bestsellers The Reason for God: Belief in an Age of Skepticism, deutsch: Warum Gott? Vernünftiger Glaube oder Irrlicht der Menschheit, der in 15 Sprachen übersetzt und über eine Million Mal verkauft wurde.

## Biografie
Keller ist in Lehigh Valley (Pennsylvania) aufgewachsen. Er hat an der Bucknell University in Lewisburg (Pennsylvania) studiert und seinen B.A. 1972 gemacht. Anschließend absolvierte er am Gordon-Conwell Theological Seminary in South Hamilton nördlich von Boston (Massachusetts) 1975 seinen M.Div. und erhielt vom Westminster Theological Seminary in Glenside (Pennsylvania) 1981 seinen D.Min. in Theologie.
Er war ordinierter Pastor der Presbyterian Church und neun Jahre Pastor der West Hopewell Presbyterian Church in Virginia. Als außerordentlicher Professor lehrte er Praktische Theologie am Westminster Theological Seminary in Glenside. Er war auch Direktor von Mercy Ministries der Presbyterianischen Kirche in Amerika.
Keller starb am 19. Mai 2023 in seinem Zuhause im New Yorker Stadtteil Manhattan im Alter von 72 Jahren an den Folgen einer Erkrankung an Bauchspeicheldrüsenkrebs. Er war verheiratet und Vater dreier Söhne.

## Wirken
Zusammen mit seiner Frau Kathy gründete Keller 1989 die Redeemer Presbyterian Church in Manhattan, deren Gottesdienste nach 20 Jahren regelmäßig von über 6.000 Menschen besucht wurden. Diese innerstädtische Gemeinde hat inzwischen 250 Tochtergemeinden in 48 Städten gegründet und das internationale Netzwerk Redeemer City to City aufgebaut.
Keller gilt als Vordenker und Pionier eines zeitgenössischen, urbanen und relevanten christlichen Glaubens, der für den beruflichen und kulturellen Kontext seiner Umgebung Interesse und Wertschätzung zeigt, auf die Bedürfnisse der gebildeten, städtischen Menschen eingeht und unkonventionelle und doch angemessene Antworten gibt. Zum Wohl der Stadt förderte er die Vernetzung von und die Zusammenarbeit mit Juristen, Sozialarbeitern, Geschäftsleuten, Medienvertretern, Künstlern und anderen typisch urbanen Berufsgruppen.
2005 gründete er zusammen mit dem Neutestamentler D. A. Carson The Gospel Coalition (deutsch: Die Evangeliumskoalition). Sie verfolgt das Ziel, evangelikale Kirchen besser zu vernetzen und im gemeinsamen Auftritt zu stärken. Im Vorstand sind 55 namhafte amerikanische Pastoren wie Erwin Lutzer und John Piper vertreten, die mehrheitlich einen calvinistischen Hintergrund haben. Eine bessere Zusammenarbeit wird mittels Konferenzen, Publikationen und anderen Initiativen angestrebt, eine eigene Website besteht bereits seit 2007.

## Auszeichnungen
Für The Reason for God:
- Book of the Year, World-Magazin, 2008[11]
- Christianity Today Book Award 2009[12]

## Veröffentlichungen
- Resources for Deacons: Love Expressed through Mercy Ministries. Christian Education and Publications, 1985, ISBN 0-9703541-6-9.
- Ministries of Mercy: The Call of the Jericho Road. P&R Publishing, 1997, ISBN 0-87552-217-3.
- The Reason for God: Belief in an Age of Skepticism. Dutton, New York 2008, ISBN 0-525-95049-4.
  - Warum Gott?: Vernünftiger Glaube oder Irrlicht der Menschheit. Brunnen, Gießen und Basel 2010, ISBN 978-3-7655-1766-2.
- The Prodigal God: Christianity Redefined Through the Parable of the Prodigal Sons. Dutton, New York 2008, ISBN 0-525-95079-6.
  - Der verschwenderische Gott: Von zwei verlorenen Söhnen und einem liebenden Vater. Brunnen, Gießen und Basel 2010, ISBN 978-3-7655-1792-1.
- Counterfeit Gods: The Empty Promises of Money, Sex, and Power, and the Only Hope that Matters. Dutton, New York 2009, ISBN 0-525-95136-9.
  - Es ist nicht alles Gott, was glänzt. Was im Leben wirklich trägt. Gerth Medien, Juni 2011, ISBN 978-3-86591-589-4.
- Generous Justice: How God's Grace Makes Us Just. Dutton, New York 2010, ISBN 0-525-95190-3.
  - Warum Gerechtigkeit? Gottes Großzügigkeit, soziales Handeln und was ich tun kann. (Aus dem Amerikanischen übersetzt von Friedemann Lux), Brunnen-Verlag, Gießen 2012, ISBN 978-3-7655-1179-0.
- mit J. Allen Thompson: Handbuch zur urbanen Gemeindegründung. Pulsmedien, Worms 2012. ISBN 978-3-939577-11-9.
- King's Cross: The Story of the World in the Life of Jesus. Dutton, New York 2011, ISBN 0-525-95210-1.
  - Jesus: Seine Geschichte – unsere Geschichte. Brunnen, Gießen 2012. ISBN 978-3-7655-1224-7; 2. Auflage Brunnen Verlag, Gießen 2019, ISBN 978-3-7655-1224-7.
- The Meaning of Marriage: Facing the Complexities of Commitment with the Wisdom of God. Dutton, New York 2011, ISBN 0-525-95247-0.
  - mit Kathy Keller: Ehe. Gottes Idee für das größte Versprechen des Lebens. Brunnen, Gießen 2013, ISBN 978-3-7655-1305-3.
- Galatians for You: For Reading, for Feeding, for Leading. Good Book, ISBN 978-1908762573.
  - Galater. Verbum Medien, 2022, ISBN 978-3-9866-5018-6.
- Walking with God through Pain and Suffering. Dutton, New York 2013. ISBN 978-0-525-95245-9.
  - Gott im Leid begegnen. Brunnen, Gießen 2014. ISBN 978-3-7655-0928-5.

- Center Church: Doing Balanced, Gospel-Centered Ministry in Your City. Zondervan, 2012, ISBN 0-310-49418-4.
  - Kirche in der Stadt (Center church; Übersetzung: Jutta Schierholz), Pulsmedien, Worms 2015, ISBN 978-3-939577-25-6; 2. Auflage Brunnen Verlag, Gießen 2017, ISBN 978-3-7655-0978-0.
- Every Good Endeavor: Connecting Your Work to God’s Work. Riverhead, Reprint 2014. ISBN 978-1-59463-282-2.
  - mit Katherine Leary Alsdorf: Berufung: Eine neue Sicht für unsere Arbeit. Brunnen, Gießen 2014. ISBN 978-3-7655-1682-5.
- Romans 1–7 For You. The Good Book Company, 2014. ISBN 978-1-908762-91-7.
  - Gott schenkt uns seine Gnade: der Römerbrief erklärt Kapitel 1–7. (Aus dem Amerikanischen übersetzt von Friedemann Lux), Brunnen, Gießen 2019, ISBN 978-3-7655-0705-2.
    - Gott schenkt uns seine Gnade: der Römerbrief erklärt Kapitel 1–7. (Arbeitsheft für Gruppen), Brunnen, Gießen 2019. ISBN 978-3-7655-0886-8.
- Prayer: Experiencing Awe and Intimacy with God. Dutton, New York 2014. ISBN 978-0-525-95414-9.
  - Beten. Dem heiligen Gott nahekommen. Brunnen, Gießen 2021. ISBN 978-3-7655-0943-8.
- Romans 8–16 For You. The Good Book Company, 2015. ISBN 978-1-910307-29-8.
  - Durch Gottes Gnade verändert leben: der Römerbrief erklärt. Kapitel 8–16. Brunnen, Gießen 2019. ISBN 978-3-7655-0706-9.
    - Durch Gottes Gnade verändert leben: der Römerbrief erklärt. Kapitel 8–16 (Arbeitsheft für Gruppen), Brunnen, Gießen 2019, ISBN 978-3-7655-0887-5.
- Preaching: Communicating Faith in an Age of Skepticism. Viking, 2015. ISBN 978-0-525-95303-6.
  - Predigen. Damit Gottes Wort Menschen erreicht. Brunnen, Gießen 2017. ISBN 978-3-7655-0970-4.
- The Songs of Jesus: A Year of Daily Devotionals in the Psalms. Viking, 2015. ISBN 978-0-525-95514-6.
  - mit Kathy Keller: Ein Jahr mit den Psalmen. 365 Andachten. Brunnen, Gießen 2017. ISBN 978-3-7655-0982-7.
- Making Sense of GOD: An Invitation to the Skeptical. Viking, 2016. ISBN 978-0-525-95415-6.
  - Glauben wozu? Religion im Zeitalter der Skepsis. Brunnen, Gießen 2019, ISBN 978-3-7655-0715-1.
- Hidden Christmas: The Surprising Truth Behind the Birth of Christ. Viking, 2016. ISBN 978-0-7352-2165-9.
  - Stille Nacht – Heilige Nacht. Warum wir Weihnachten heute noch feiern. Brunnen, Gießen 2018. ISBN 978-3-7655-0998-8.
- God's Wisdom for Navigating Life: A Year of Daily Devotions in the Book of Proverbs. Viking, 2017. ISBN 978-0-7352-2209-0.
  - mit Kathy Keller: Gottes Weisheit entdecken. Ein Jahr mit dem Buch der Sprüche. Brunnen, Gießen 2021. ISBN 978-3-7655-0748-9.

- The Prodigal Prophet: Jonah and the Mystery of God's Mercy. Viking, 2018. ISBN 978-0-7352-2206-9.
  - Jona und der unverschämt barmherzige Gott. Brunnen, Gießen 2021. ISBN 978-3-7655-0760-1.

- Adam, Eva und die Evolution. Wie Bibel und Wissenschaft zusammenpassen. Brunnen, Gießen 2018. ISBN 978-3-7655-4330-2.
- The Meaning of Marriage: A Couple's Devotional: A Year of Daily Devotions. Viking, 2019. ISBN 978-0-525-56077-7.
  - mit Kathy Keller: Ein Jahr für unsere Ehe. 365 Andachten. Brunnen, Gießen 2021, ISBN 978-3-7655-0769-4.
- On Birth. Penguin Books, 2020. ISBN 978-0-14-313535-7.
- On Marriage. Penguin Books, 2020. ISBN 978-0-14-313535-7.
- On Death. Penguin Books, 2020. ISBN 978-0-14-313537-1.
  - Über den Tod. In Sterben und Tod die Hoffnung behalten. (Aus dem Amerikanischen übersetzt von Frauke Bielefeldt), Brunnen, Gießen 2023, ISBN 978-3-7655-4382-1.
- Hope in Times of Fear: The Resurrection and the Meaning of Easter. Viking, 2021. ISBN 978-0-525-56079-1.
  - Hoffnung in Zeiten der Angst. Wie die Auferstehung die Welt verändert. (Originaltitel: Hope in Times of Fear.), Brunnen, Gießen 2022, ISBN 978-3-7655-3736-3.